# Anticarsia spiloleuca
Anticarsia spiloleuca är en fjärilsart som beskrevs av Walker 1858. Anticarsia spiloleuca ingår i släktet Anticarsia och familjen nattflyn. Inga underarter finns listade i Catalogue of Life.